# Eva (monte)
Il monte Eva con 2.019 m s.l.m. è una montagna della Catena del Tricorno della Slovenia compresa nel parco nazionale del Tricorno. 